# Toxonevra paralia
Toxonevra paralia är en tvåvingeart som beskrevs av Ozerov 1993. Toxonevra paralia ingår i släktet Toxonevra och familjen prickflugor. Inga underarter finns listade i Catalogue of Life.